# Wilhelm Gustloff
Pour l’article homonyme, voir Wilhelm Gustloff (paquebot).
Wilhelm Gustloff, né le 30 janvier 1895 à Schwerin (Allemagne), est un militant nazi allemand actif en Suisse, mort le 4 février 1936 à Davos, assassiné par David Frankfurter, jeune étudiant juif yougoslave.

## Biographie
Wilhelm Gustloff reçoit une formation d'employé de banque. Souffrant d'une maladie pulmonaire, il n'est pas mobilisé durant la Première Guerre mondiale ; venu en 1917 à Davos pour se soigner, il s'y installe ensuite définitivement, y travaillant dans les services météorologiques.
Membre du Deutschvölkischer Schutz- und Trutzbund à partir de 1921, il adhère au parti nazi en 1929 et devient Landesgruppenleiter (« dirigeant de groupe territorial ») en Suisse dans le cadre de la NSDAP-Auslandsorganisation (« Organisation extérieure du NSDAP »).
Après l'arrivée au pouvoir de Hitler en Allemagne, Gustloff renforce son implantation avec des « bases » (Berne, Glaris, Lausanne et Zuoz dans le canton des Grisons) et des « groupes locaux » (Bâle, Davos, Lugano, Zürich), dont le nombre augmente assez vite. Il se livre à une propagande antisémite notoire, diffusant les Protocoles des Sages de Sion.
Ses activités proallemandes et antisémites aboutissent à des interpellations au Parlement dès décembre 1933, sans résultat ; mais en 1935, Gustloff est tout de même sérieusement menacé d'expulsion du territoire suisse après la publication d'un ouvrage, Der Reichsdeutsche, dans lequel il reconnait avoir prêté serment d'obéissance à Hitler. Les Allemands essayant de lui fournir une immunité diplomatique, il s'ensuit des débats qui permettent de surseoir à cette expulsion.
Parti pour Berlin pour l'anniversaire de l'avènement de Hitler (30 janvier), il est assassiné dans son appartement le 4 février 1936, peu après son retour à Davos, par un étudiant yougoslave, David Frankfurter, fils d'un rabbin, qui souhaitait par ce geste « réveiller son peuple ». À la fin de l'année, Frankfurter est condamné à 18 ans de prison (il sera libéré en 1945 puis réhabilité par la Confédération suisse dans les années soixante, alors qu'il réside en Israël).

## Le paquebotWilhelm-Gustloff
Adolf Hitler décide d'honorer Wilhelm Gustloff, martyr de la cause du national-socialisme, en donnant son nom à un paquebot en cours de finition dans les chantiers navals de Hambourg. Le lancement du Wilhelm Gustloff a lieu en présence d'Hitler et de la veuve de Gustloff. Le navire finira torpillé le 30 janvier 1945 (ironiquement, jour anniversaire de l'accession d'Hitler au pouvoir ainsi que jour anniversaire de Gustloff), en mer Baltique, avec selon certaines estimations 9 343 personnes à bord, ce qui en ferait la plus grande catastrophe maritime de l'histoire.